# Julie von Massow

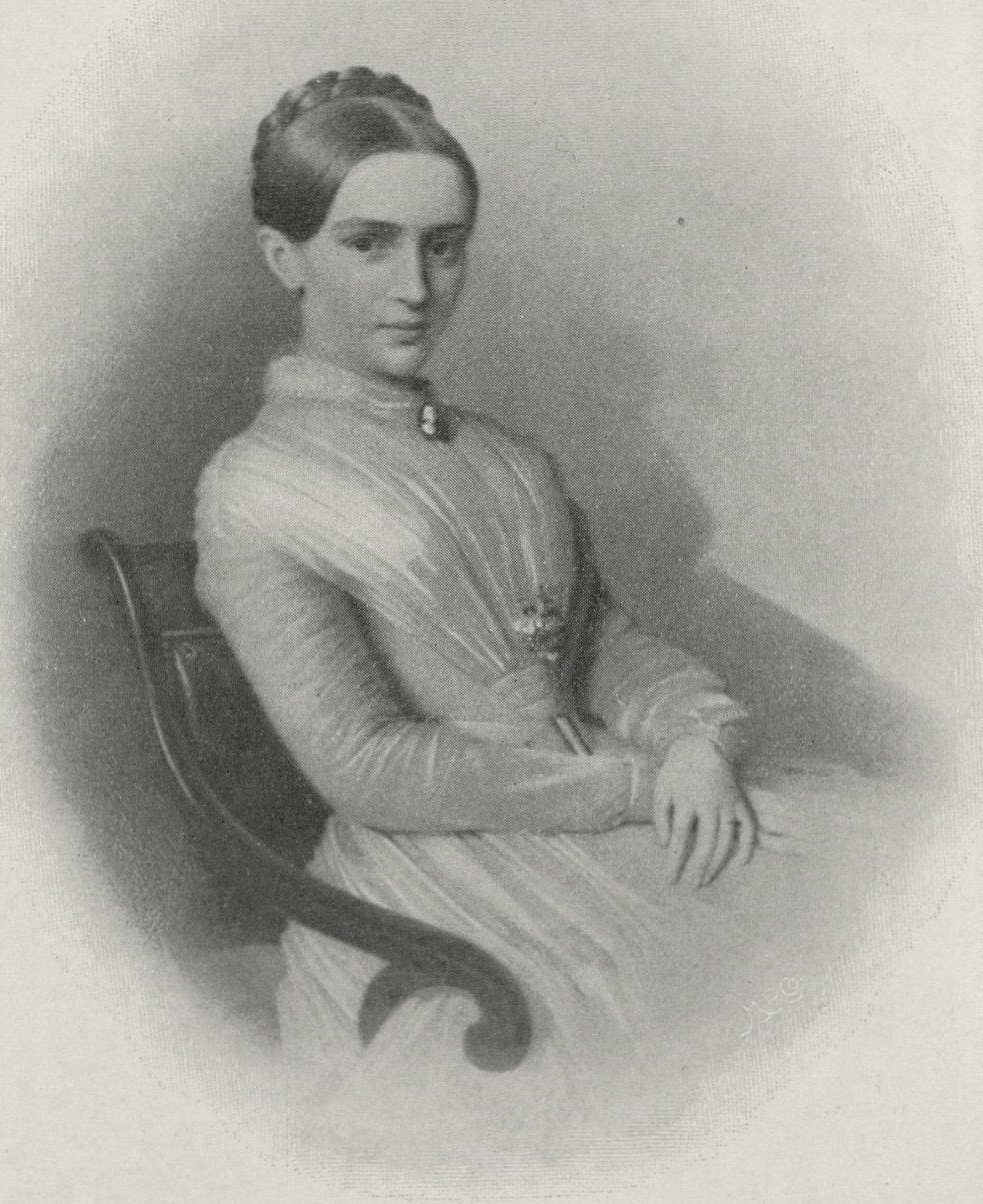
Julie von Behr als junge Frau

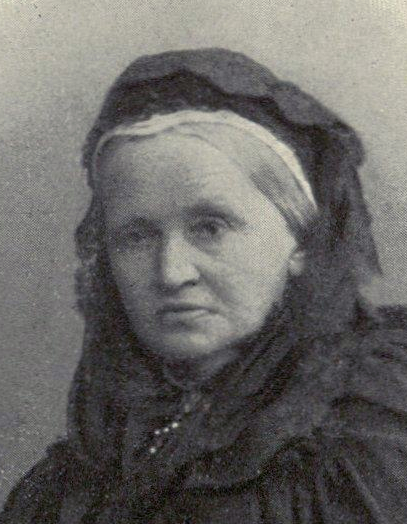
Julie von Massow als Witwe

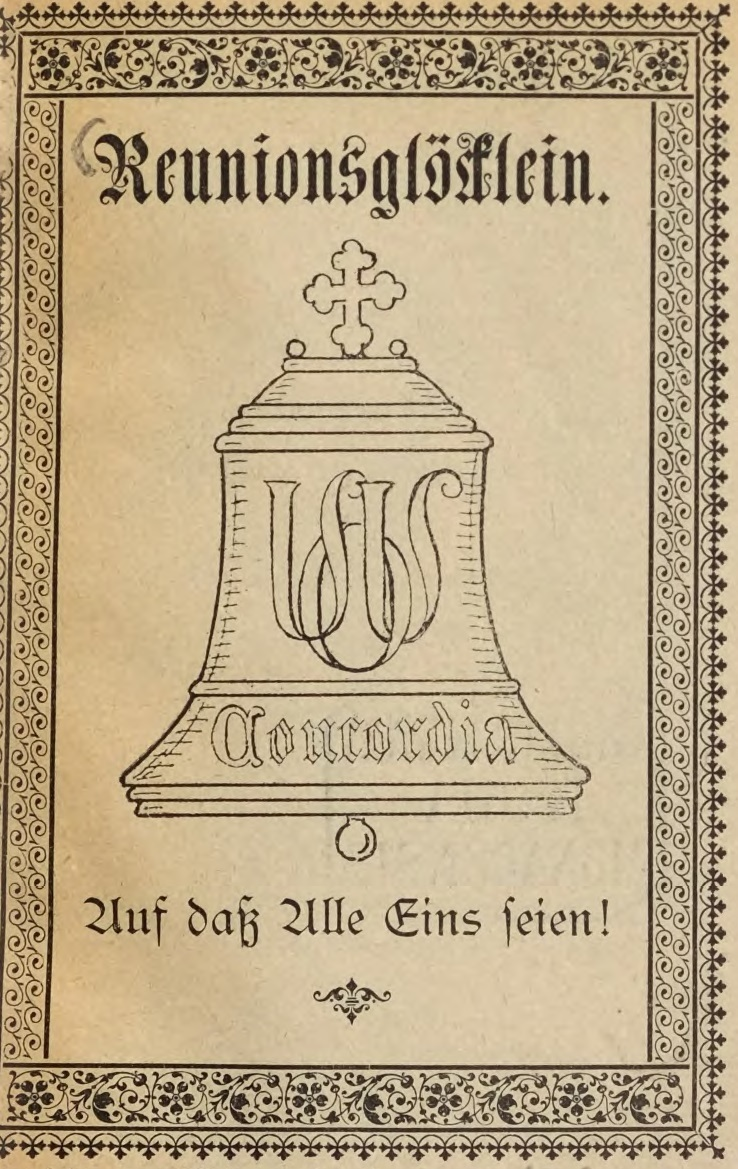
Reunionsglöcklein (1891)

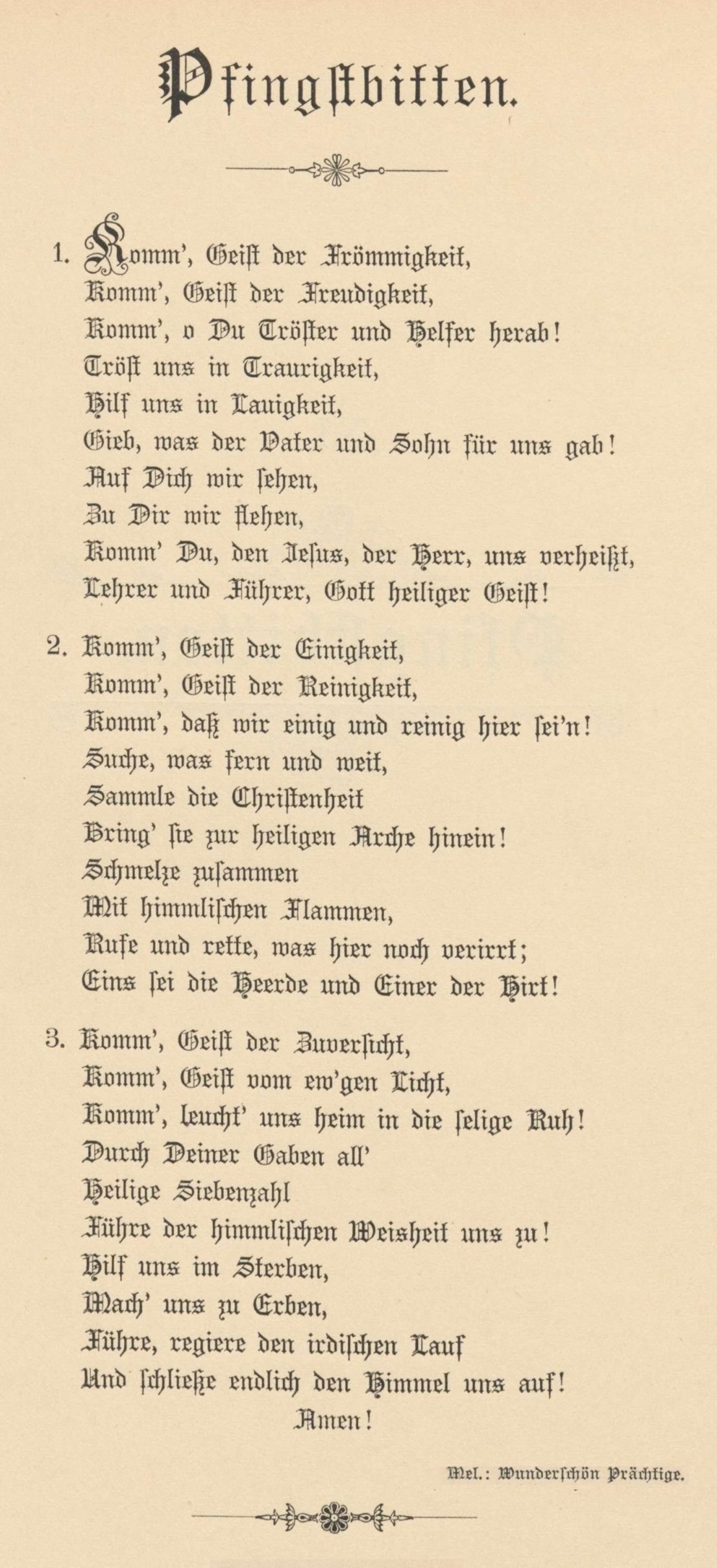
Pfingstbitten

Julie von Massow geb. von Behr (* 24. November 1825 in Pinnow, Vorpommern; † 5. März 1901 in Dresden), Pseudonym IM, eine pommersche Adlige, war eine ökumenische Persönlichkeit, die ihr Leben, ihr publizistisches Wirken und ihre Korrespondenz in den Dienst der „Wiedervereinigung“ der reformatorischen Kirchen mit der römisch-katholischen Kirche stellte.

## Leben
Julie Wilhelmine Karoline Aurelia von Massow entstammte der evangelischen Familie von Behr. Ihr Vater war Hans Ludwig Heinrich von Behr (1789–1837), ihre Mutter Juliane geb. Homeyer (1797–1847), eine Tochter des Wolgaster Reeders Johann Friedrich Homeyer. Sie hatte einen älteren Bruder, Friedrich, sowie drei jüngere Geschwister und erhielt eine tiefe religiöse Prägung und eine umfassende Bildung, u. a. an einer höheren Töchterschule in Berlin. Sie lernte Französisch, Englisch und Schwedisch, später auch Latein, Griechisch, Hebräisch, Dänisch, Norwegisch und Spanisch. Früh engagierte sie sich in der Armen- und Krankenfürsorge. Nachdem ihr Vater jung gestorben war, verlor sie 1847 auch ihre Mutter und übernahm danach einen großen Teil der Familienverantwortung. 1849 hielt sie sich in Berlin auf und lernte durch Caroline von Bismarck-Bohlen in den gebildeten Salons u. a. Friedrich Carl von Savigny und dessen Frau Kunigunde geb. Brentano sowie Luise Hensel kennen. Reisen führten sie u. a. nach Gaeta, wo sie dem exilierten Pius IX. begegnete, und nach Rom. Ihre Hochschätzung katholischer Liturgie und Frömmigkeitsformen wurzelte in dieser Zeit.
In Berlin lernte sie den 23 Jahre älteren Witwer Wilhelm von Massow kennen, einen ehemaligen Ministerialbeamten und Vater von drei Kindern. Sie heirateten 1852, und Julie folgte ihm auf den Familiensitz Rohr im Kreis Rummelsburg. Das Familienleben war durch Hausandachten und geistliche Lektüre geprägt. Julie las auch katholische Autoren wie Alban Stolz, Franz von Sales und Ida Hahn-Hahn, und sie stiftete Marienbilder für die evangelischen Dorfkirchen der Umgebung.
Aus den Abendandachten in Rohr erwuchs der Psalmenbund, den Julie 1862 gründete als überkonfessionelle Gebetsgemeinschaft um Versöhnung zwischen den Kirchen und den Völkern. Die Gebetsordnungen entwarf sie selbst und ließ sie drucken. Gebetsgruppen des Bundes entstanden in verschiedenen Teilen Deutschlands, aber auch in England, Schweden und Griechenland.
Am 24. September 1867 starb Wilhelm von Massow. Kurz zuvor hatte er das Gut Wilhelmstal bei Rohr gekauft, das nun Julies Witwensitz wurde. Während des Deutsch-Französischen Kriegs arbeitete sie in der Verwundetenpflege in Düsseldorf. Diesen Aufenthalt im Rheinland nannte sie später entscheidend für ihre Konversion. Sie schob den Schritt jedoch auf, da sie die Erziehung ihres verwaisten Neffen Karl von Behr übernommen hatte, den sie nicht irritieren wollte. 1873 zog sie nach Dresden.
Weihnachten 1875 und Neujahr 1876, mitten im Bismarckschen Kulturkampf, dichtete sie ihre ersten Lieder Siehe doch, wie ich dich liebe und Mein Jesus, in dein Herz hinein, beide um das Herz-Jesu-Motiv kreisend. Sie verbreitete sie zunächst handschriftlich, später wurden sie auch gedruckt. Die Einkünfte daraus und weitere Spenden aus ihrem Gebetsbund wendete sie den Düsseldorfer Franziskanern zu, die das preußische Klostergesetz um ihre Lebensgrundlage gebracht hatte. Auch andere kirchliche und diakonische Werke unterstützte sie. Sie stiftete hl. Messen im Anliegen der Kirchenvereinigung.
In Julie von Massows Haus in Dresden versammelten sich jeden Montag Persönlichkeiten, denen die Kirchenvereinigung am Herzen lag und die die Kulturkampfgesetze ablehnten. 1878 entstand daraus der Gebetsbund Ut Omnes Unum und die gleichnamige Zeitschrift, für die sie zahlreiche Beiträge schrieb. Die tägliche Gebetsverpflichtung umfasste die Antiphon Veni Sancte Spritus, reple, den festgesetzten Tagespsalm mit dem Gloria Patri, das Vaterunser und das Gegrüßet seist du, Maria (fakultativ).
Nachdem ihr Neffe Karl mit 21 Jahren die Volljährigkeit erreicht hatte, wurde Julie von Massow zusammen mit ihrer Freundin Mechtildis von Zeschau am 1. Juli 1885 in die katholische Kirche aufgenommen, auf eigenen Wunsch bei den Jesuiten in Mariaschein. Danach nahm sie ihren Wohnsitz bei den Borromäerinnen in Stettin. Am 5. Mai 1887 begegnete sie in einer Privataudienz Papst Leo XIII. und fünf Tage später dem heiligen Don Bosco; von beiden empfing sie Zuspruch und Segen.
Ihre intensive Korrespondenz, über die sie Buch führte, umfasste allein im Jahr 1899, ihrem 74. Lebensjahr, 1.854 erhaltene und 1.976 abgesandte Briefe. Viele herausragende Persönlichkeiten unterstützten ihre Arbeit, darunter als Schirmherrin Prinzessin Maria de la Paz. Sie starb nach heftiger Krankheit am 5. März 1901 bei den Elisabethschwestern in Dresden. Sie wurde in Rohr beigesetzt. Im Campo Santo Teutonico in Rom erinnert eine Gedenktafel an sie.

## Veröffentlichungen

### Schriften
- Psallite sapienter. Kurze Betrachtungen zur Morgen-Andacht für Psalmenfreunde und vorzüglich für Mitglieder des „Psalmenbundes“ in Auszügen aus den Psalmen-Erklärungen des Abtes Dr. Maurus Wolter. Augsburg 1887.
- Abendgebete zum Psalter, bestimmt zur Abendandacht für Psalmenfreunde. Augsburg 1888.
- Allerheiligenbüchlein oder Brevierkalender, zum täglichen Leben mit der Kirche und allen Heiligen. 1886.
- Dorotheen-Körblein. Beiträge von IM zur Reunionsfrage aus der Zeitschrift Ut Omnes Unum. 1895.
- Geschichte des Psalmenbundes. 1897.
- Reunionsglöcklein. Geschichte und Aufnahmebedingungen der zwei Gebetsvereine zur Wiedervereinigung der getrennten Christenheit. 1891 (Digitalisat in der Google-Buchsuche).
- U[t] O[mnes] U[num]-Litanei und Gebete für die Wiedervereinigung Deutschlands im wahren Glauben.
- Friedensblätter. Organ des Psalmenbundes.

### Dichtungen und Kompositionen (Auswahl)
- Siehe doch, wie Ich dich liebe. Liedermappe, der Frau Gräfin Nancy Hahn-Neuhaus geborenen von Hedemann gewidmet. Augsburg 1888 (Digitalisat).
- Gelobt sei Jesus Christus. 50 Lieder und Kompositionen. 1876.
- Hundert Weihnachtsbildchen mit Versen. 1887.
- Leben und Lieben im Liede. Gesammelte Lieder. 1889 (Digitalisat).